# Valtajeros
Valtajeros ist ein Ort und eine Gemeinde (municipio) mit insgesamt nur noch 19 Einwohnern (Stand: 2024) im Nordosten der nordspanischen Provinz Soria in der autonomen Region Kastilien-León. Der Ort gehört zur bevölkerungsarmen Serranía Celtibérica.

## Lage und Klima
Der an einer Bergflanke in einer Höhe von ca. 1250 m gelegene Ort Valtajeros befindet sich gut 36 km (Fahrtstrecke) nordöstlich der Provinzhauptstadt Soria. Die Grenze zur Nachbarregion La Rioja ist nur etwa 10 km entfernt. Das Klima ist im Winter rau, im Sommer dagegen gemäßigt bis mild; Regen (ca. 575 mm/Jahr) fällt übers Jahr verteilt.

## Bevölkerungsentwicklung
| Jahr      | 1857 | 1900 | 1950 | 2001 | 2019 |
| Einwohner | 235  | 206  | 259  | 30   | 19   |

Infolge der Mechanisierung der Landwirtschaft, der Aufgabe bäuerlicher Kleinbetriebe („Höfesterben“) und des daraus resultierenden geringeren Arbeitskräftebedarfs ist die Einwohnerzahl der hoch gelegenen Gemeinde seit den 1950er Jahren stark zurückgegangen.

## Wirtschaft
Das kleine Bergdorf war und ist in hohem Maße von der Landwirtschaft geprägt. In früheren Zeiten diente der Ort auch als Handwerks- und Marktzentrum für die Einzelgehöfte und Weiler der Umgebung. Seit der Mitte des 20. Jahrhunderts spielt der Tourismus (Wandern und Ferienwohnungen) eine wichtige Rolle als Einnahmequelle der vom Aussterben bedrohten Gemeinde.

## Geschichte
Keltische bzw. keltiberische sowie römische, westgotische und selbst maurische Funde wurden nicht gemacht. Das hochgelegene Gebiet um Valtajeros dürfte in der Antike und im frühen Mittelalter ausschließlich als Sommerweide für Viehherden gedient haben. Die dauerhafte Besiedlung dürfte im 11./12. Jahrhundert eingeleitet worden sein, doch war die Grenzregion zwischen der Krone von Kastilien und den Königreichen Navarra bzw. Aragón umstritten.

## Sehenswürdigkeiten
- Die kleine Kirche Nuestra Señora del Collado ist eine spätromanische, ursprünglich nahezu fensterlose Wehrkirche mit Zinnenkranz aus Bruchsteinen aus der Zeit um 1300; hinter dem über der schmuck- und portallosen Westfassade aufragenden Glockengiebel (espadaña) befindet sich eine später hinzugefügte Glockenstube. Das – wie in der Region üblich – auf der Südseite der Kirche befindliche Portal ist mit exakt behauenen Sandsteinen gerahmt; es wird von einem Wehrerker gesichert. Das niedrige und überdies apsislose Kirchenschiff (nave) wird von einem Spitztonnengewölbe bedeckt. Ein großer barocker Schnitzaltar bildet die Rückwand der Kirche.[5][6]
- An einer Mauer nahe der Kirche steht eine aus drei Trommeln und einem konischen Aufsatz zusammengefügte Gerichtssäule (rollo oder picota)